# 11 Весов
11 Весов (лат. 11 Librae, HD 130952) — одиночная звезда в созвездии Весов на расстоянии приблизительно 202 световых лет (около 62 парсеков) от Солнца. Видимая звёздная величина звезды — +4,94m.

## Характеристики
11 Весов — оранжевый гигант или субгигант спектрального класса K0III/IV. Масса — около 1,1 солнечной, радиус — около 10,32 солнечных, светимость — около 59 солнечных. Эффективная температура — около 4749 К.